# Бранальд, Адольф
Адольф (Карел) Бранальд (чеш. Adolf (Karel) Branald; 4 октября 1910, Прага — 28 сентября 2008, там же) — чешский прозаик, драматург, сценарист, автор детских книг, киноактëр.

## Биография
Родился в семье Ричарда Бранальда, актёра, театрального режиссёра и драматурга, и актрисы Марии Бранальдовой. Детство провёл в Праге и Пльзене. Вместе с родителями, которые играли в различных театрах, операх и опереттах, разъезжал по стране.
В восьмилетнем возрасте Бранальд стал одним из первых детей Чехословакии, сыгравших в немом кино «Československý Ježíšek», рассказывающем о возвращении чехословацких легионеров на родину.
После окончания школы сменил несколько мест работы. В 1936 году устроился на железные дороги Чехословакии, где работал телеграфистом, позже диспетчером. Во время Второй мировой войны активно участвовал в движении сопротивления против нацистской оккупации. После войны работал в пресс-службе Министерства транспорта. С 1952 по 1959 год — редактором в издательстве чехословацких писателей Československý spisovatel.
После 1960 года Бранальд занялся литературной деятельностью. В 1969 году он выразил протест против ввода войск Варшавского договора в Чехословакию, и в эпоху нормализации его книги попали под запрет.

## Творчество
Знание театральной жизни повлияли на работы А. Бранальда: он писал пьесы, книги о жизни простых людей, произведения для детей и юношества. Его первой самостоятельной работой был роман о странствующих актёрах XIX века («Серебряный парик», 1947). Последней книгой автора были его воспоминания («Тихий собеседник», 2005), когда ему было 95 лет.
Произведения А. Бранальда также печатались в газетах и журналах, демонстрировались на телевидении (А. Бранальд был автором и одним из сценаристов нескольких фильмов), на радио.

## Фильмография

### Актёрские работы
В титрах первых немых фильмов его имя было обозначено как Карел.
- 1918 — Československý Ježíšek
- 1919 — Aloisův los
- 1922 — Venoušek a Stázička
- 1926 — Hraběnka z podskalí
- 1957 — Дедушка-автомобиль / Dědeček automobil

### Сценарист
- 1957 — Дедушка-автомобиль / Dědeček automobil
- 1981 — Внимание, обход! / Pozor, vizita!
- 1983 — Медсестрички / Sestřicky

### Избранная библиография
- Stříbrná paruka, 1947, (о странствующих актерах)
- Severní nádraží, 1949
- Lazaretní vlak, 1950,
- Chléb a písně, 1952
- Hrdinové všedních dnů, 1953—1954 (для детей)
- Dědeček automobil, 1955, (исторический роман)
- Vandrovali vandrovníci, 1956
- V hlavní roli Matyáš
- Ztráty a nálezy
- Zlaté stíny
- Důvod k zabití
- Zrození velkoměsta
- Král železnic, 1959, (роман)
- Skříňka s líčidly, 1960, (роман)
- Kouzelné zrcadlo, 1961, (роман)
- Voják revoluce, 1962, (биографический роман)
- Promenáda s jelenem, 1963
- Tisíc a jedno dobrodružství
- Vizita, 1967
- Důvod k zabití, 1969
- Sentimentální průvodce po pražském nábřeží, 1970
- Valčík z Lohengrina, 1972
- Dva muži v jedné válce, 1979
- Zlaté stíny, 1980
- My od divadla, 1983
- My od filmu, 1988
- Andělské schody
- Pražské promenády
- Báječní muži na okřídlených ořích
- Živé obrazy, 1992, (книга-воспоминаний)
- Děkovačka bez pugétů, 1995, (книга-воспоминаний)
- Převleky mého města, 2002, (автобиографический роман)
- Tichý společník, 2005 и др.

## Награды
- Медаль «За заслуги» (Чехия) I степени (2008).